# Frauenberg (Baruth)
Der Frauenberg ist eine 100,9 Meter hohe Erhebung in Baruth/Mark, einer Stadt im Landkreis Teltow-Fläming in Brandenburg. Es handelt sich damit hinter dem 103 Meter hohen Löwendorfer Berg um die siebt höchste Erhebung im Landkreis.

## Geschichte
Die Erhebung liegt im Südwesten der Gemarkung. In der Zeit vor der Reformation befand sich dort eine Kapelle, die als Marienkapelle oder Frauenkirche bezeichnet und der Erhebung ihren Namen gab. Sie wurde bis 1642 von den Zisterziensern aus dem Kloster Zinna genutzt. Im Schmettauschen Kartenwerk finden sich weiterhin sechs Windmühlen in der unmittelbaren Umgebung der Erhebung. Von ihnen ist im 21. Jahrhundert nur noch eine erhalten geblieben, die als privates Ferienhaus genutzt wird. 1868 kam eine Holländerwindmühle hinzu. Friedrich Herrmann Adolph von Solms-Baruth ließ 1890 einen Park mit einer Erbbegräbnisstätte derer von Solms-Baruth anlegen. Die ehemalige Kapelle wurde in dieser Zeit zu unterschiedlichen Zwecken genutzt. Bis zum Ende des Zweiten Weltkrieges befand sich dort ein Wärterhaus der Grafen. Im 21. Jahrhundert befindet sich im südlichen Bereich der Erhebung ein Wasserwerk.